# فردریک ژاک تامپل
فردریک ژاک تامپل (به فرانسوی: Frédéric Jacques Temple) نویسنده و شاعر قرن بیستم میلادی اهل فرانسه است.